# Peter Hill-Wood
Denis Peter Hill-Wood (25 de febrero de 1936, Kensington, Reino Unido-Londres 28 de diciembre de 2018) fue un hombre de negocios británico y expresidente del Arsenal Football Club.

## Trayectoria
Es la tercera generación de su familia que forma parte de la presidencia del equipo de fútbol tras su padre Denis Hill-Wood (en el cargo desde 1962 hasta 1982), y su abuelo, Samuel Hill-Wood (1929-1936 y 1946-1949).